# Гейде, Вильгельм Карлович
Вильгельм Карлович Гейде (1824 — 25 декабря 1887  [6 января 1888], Омск) — российский архитектор и художник немецкого происхождения. Академик архитектуры Императорской Академии художеств.

## Биография

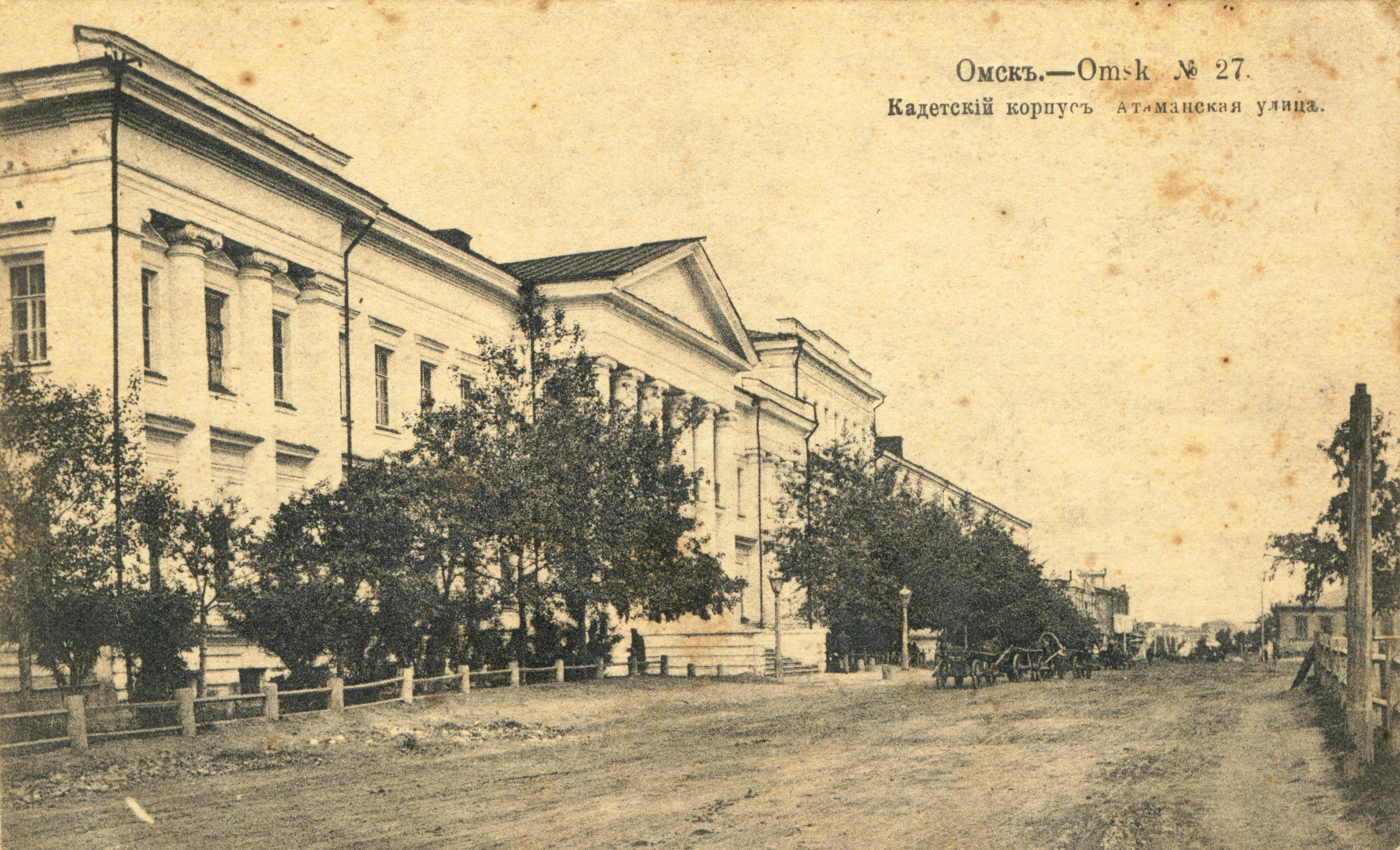
Омск. Сибирская военная гимназия (Кадетский корпус) на Атаманской улице. Фото 1916 г.

В 1840 году поступил вольноприходящим учеником в Императорскую академию художеств Санкт-Петербурга. В 1841 году за успехи удостоен малой серебряной медалью. В 1842 году получил звание неклассного художника за программу «Проект губернаторского дома». В 1846 году для совершенствования мастерства поехал за границу на свой счет. В 1850 году получил звание «назначенного в академики», в 1852 — звание академика за «Проект гостиницы для столицы».
В 1844 году был зачислен в штат Казанской удельной конторы. В 1848—1852 годах служил Севастопольским городовым архитектором. Позже занимал различные должности, в том числе был архитектором Павловского института (1862—1866). В 1876 году был назначен архитектором при военном губернаторе области Сибирских Киргизов в Омске. Участвовал в перестройке здания Сибирской военной гимназии. Акмолинский областной архитектор (1868—1887). Статский советник (1875). 
Имел награды: орден Святого Станислава 2-й степени, орден Святой Анны 2-й степени (1872), орден Святого Владимира 3-й степени (1881).
Скончался 25 декабря 1887 года (6 января 1888), похоронен на Казачьем кладбище Омска.